# ناگه وازا اورا نو کاتا
ناگه وازا او را نو کاتا (به ژاپنی: 投げ技裏の形)-(به انگلیسی: Nage-Waza-Ura-no-kata) یکی از فنون و تکنیک‌های دستهٔ کاتا رشتهٔ ورزشی جودو است که در زیردستهٔ جودو دسته‌بندی می‌شود. 